# Барняк Тарас Михайлович
Тарас Михайлович Барняк (14 січня 1975, Київ) — український дипломат., консул, в.о. Генерального консула України в Сан-Франциско (США) (2008–2010).

## Біографія
Народився 14 січня 1975 року в Києві, освіта вища, виконувач обов'язків начальника управління зв'язків з світовим українством Міністерства закордонних справ України, член політичної партії Всеукраїнське об'єднання «Свобода».
У 2008–2010 рр. — в.о. Генерального консула України в Сан-Франциско (США). У травні 2014 року брав участь у позачергових виборах депутатів Київської міської ради за списком Всеукраїнського об'єднання «Свобода» № 30 та по округу № 58 (Шевченківський район). Восени 2014 року брав участь у позачергових виборах Народних депутатів України за списком Всеукраїнського об'єднання «Свобода» № 193. У 2015 році брав участь у виборах депутатів Київської міської ради від Всеукраїнського об'єднання «Свобода» по округу № 118 (Шевченківський район).